# 月岡逸弥
月岡 逸弥（つきおか いつや、1941年1月13日 - ）は元文化放送アナウンサー。

## 人物
東京都台東区出身。早稲田大学法学部卒業。
1964年、文化放送入社。1965年、「歌謡リクエスト〜東芝レコードアワー」が初担当番組。スポーツ中継（文化放送ホームランナイター、大相撲熱戦十番、近代オリンピック他）の実況を中心に担当し、野球からテニスまで16種類のスポーツ実況をこなした。報道番組「ニュース・パレード」のキャスターも担当した。後に、アナウンス部長として、後進の指導に当たる。退職後も、東京アナウンスセミナーでスポーツ中継担当アナウンサー養成のコースでの講師を務めている。

## 出演番組
- 歌謡リクエスト〜東芝レコードアワー
- 電リクワイド ザ・テレジオ[1]